# 施寄青
施寄青（1947年1月3日—2015年1月13日），籍貫陝西省西安市，生於山東青島，3歲隨父母遷居臺灣。是教師、著名作家與女權運動人士，去世前居住臺灣苗栗縣南。臺北市晚晴婦女協會創辦人。

## 生平歷略
北一女中初中部（今新北市新店區五峰國中）、省立臺北商業學校（今日臺北商業大學）、政大中文系畢業。
曾任建中的國文教師，並曾任臺北市晚晴婦女協會理事長、妇女新知基金会顧問、董事。
施寄青也精通英文，曾譯有《印度之旅》、《南与北》、《李·艾科卡反败为胜》、《紫色姐妹花》等。早期著作與譯著主題以女權運動與性別平等主義為主，晚期創作方向則轉往宗教鬼神與占卜方面。
1996年中華民國總統選舉，施寄青與吳月珍參選第九任總統、副總統，申請為被連署人但連署不足，中華民國中央選舉委員會不准其登記、也駁回其訴願，向行政院提起再訴願也駁回，向行政法院提起行政訴訟也駁回，向司法院大法官聲請釋憲；最後司法院大法官作成司法院釋字第468號解釋，《總統副總統選舉罷免法》等法規就連署及保證金之規定不違憲。
2015年1月13日，因心肌梗塞於家中過世，享壽68歲。

## 作品節選

### 著作
- 《夢迴南詔》群星文化，2015年8月，ISBN：978-986-920-610-5
- 2014年12月26日施寄青、何超儀在中廣流行網　人來瘋　節目的訪談[4]
- 《續．當頭棒喝》群星文化，2014年11月，ISBN：978-986-902-965-0
- 《當頭棒喝》群星文化，2014年7月，ISBN：978-986-902-963-6
- 《神之所在》書泉出版社，2009年10月，ISBN：978-986-121-507-5
- 《我的老媽是名牌》平安文化，2009年9月7日，ISBN：9789578037502 (與段奕倫、段奕德合著)
- 《我在臺北長大》，台北：小魯文化，2008年7月10日，ISBN：9789862110478
- 《嬈嬌美麗是阮的山》，台北：大塊文化，2006年 ISBN 986-705-936-0 （與陳正武等人合著）
- 《通靈者說》，台北：大塊文化，2006年5月 ISBN 986-821-740-7
- 《高校生的7堂性別課》，台北：女書文化，2005年 ISBN 957-823-356-6
- 《看神聽鬼：施寄青的通靈偵察事件簿》，台北：大塊文化，2004年10月 ISBN 986-760-068-1
- 《女生愛男生兩性平等教育》，台北：台灣商務印書館，1999年 ISBN 957-051-525-2
- 《回家真好：原鄉的變調》，台北：皇冠出版社，1997年  ISBN 957-331-477-0
- 《兒子看招》，台北：皇冠出版社，1996年  ISBN 957-331-357-X
- 《跟我談性》，台北：平安文化，1996年  ISBN 957-803-084-3
- 《女人治國》，與陳燁合著，台北：圓神出版社，1995年  ISBN 957-607-182-8
- 《婚姻終結者》，台北：皇冠出版社，1993年  ISBN 957-330-889-4
- 《走過婚姻》，台北：皇冠出版社，1989年  ISBN 957-330-016-8

## 個人生活

### 家庭
- 父親：施有仁，國民革命軍少將，中央軍校第8期工兵科畢業；1949年擔任上海淞滬警備司令部高級參謀兼守備隊隊長，上海戰役戰敗後攜家赴臺；隨後重返中國大陸作戰，1950年1月23日在四川省茂縣向中國人民解放軍投誠，編入解放軍服役，退役後擔任陝西省政協常務委員。

- 滯留在臺灣的施氏母親帶其因生計問題改嫁，同時因父親為投降將領，故無法獲得相關禮遇；又因某些原因，施寄青與弟妹少時生活艱困，與妹妹曾在孤兒院生活過一段時間。

- 施寄青3歲离开親生父亲，历经海峡两岸对峙时期，随着两岸情势缓和，故於1989年7月回到陕西省西安探視父親。此期间，她参加了西安市作家协會、西安市妇女联合會，為中國作家與婦女權益發聲。1999年7月，她再次回到西安探视病重的父親。

- 1988年，曾因丈夫外遇而離婚，故創立臺北市晚晴婦女協會，為離婚與外遇受害者發聲，育有段奕倫、段奕德兩子。

## 外部連結
- 台灣作家作品目錄資料庫——施寄青 （页面存档备份，存于）